# Tìm kiếm Tài năng Uruguay
Got Talent Uruguay là một chuỗi truyền hình thực tế và là một phần của loạt chương trình Got Talent toàn cầu do Simon Cowell tạo ra. Được mua lại bởi Natalia Oreiro, được sản xuất bởi Fremantle cùng Syco Entertainment và được phát sóng trên Channel 10.

## Giám khảo
| Mùa | Giám khảo         | Giám khảo           | Giám khảo         | Giám khảo        | Dẫn chương trình |
| Mùa | 1                 | 2                   | 3                 | 4                | Dẫn chương trình |
| --- | ----------------- | ------------------- | ----------------- | ---------------- | ---------------- |
| 1   | Orlando Petinatti | María Noel Riccetto | Claudia Fernández | Agustín Casanova | Natalia Oreiro   |
| 2   | Orlando Petinatti | María Noel Riccetto | Claudia Fernández | Agustín Casanova | Natalia Oreiro   |

## Mùa giải
| Mùa | Tập đầu             | Tập cuối            | Giải thưởng 1 | Về nhất       | Về nhì | Về ba |
| --- | ------------------- | ------------------- | ------------- | ------------- | ------ | ----- |
| 1   | 6 tháng 10 năm 2020 | 7 tháng 12 năm 2020 | UYU 1,000,000 | Diego Coronel | N/A    | N/A   |
| 2   | 12 tháng 4 năm 2021 | 20 tháng 9 năm 2021 | UYU 1,000,000 | Enzo Castro   | N/A    | N/A   |

## Tìm kiếm Tài năng Uruguay, mùa 1&2

### Mùa 1
Mùa đầu tiên của Got Talent Uruguay, một cuộc thi tài năng, được phát sóng tại Uruguay trong năm 2020, từ ngày 22 tháng 6 đến ngày 7 tháng 12 trên Kênh 10. Ban giám khảo bởi Orlando Petinatti, María Noel Riccetto, Claudia Fernández và Agustín Casanova.
Quán quân sê-ri đầu tiên là ca sĩ Nhạc pop Diego Coronel.

### Mùa 2
Tương tự như Mùa 1, mùa 2 vẫn như nguyên ban giám khảo và người dẫn chương trình.
Được phát sóng lần đầu tiên vào 12 tháng 4 năm 2021 đến 20 tháng 9 năm 2021 trên kênh 10.
Quán quân sê-ri thứ hai là Enzo Castro.